# ジェラール・ピケ
ジェラール・ピケ・ベルナベウ（Gerard Piqué Bernabéu、1987年2月2日 - ）は、スペイン・カタルーニャ州バルセロナ出身の元サッカー選手、実業家。元スペイン代表。現役時代のポジションはディフェンダー。
祖父はかつてFCバルセロナの副会長を務めたアマドール・ベルナベウ。元パートナーはコロンビア人歌手のシャキーラ。

## 概要
FCバルセロナの下部組織（カンテラ）出身であるが、2004年にマンチェスター・ユナイテッドFCに移籍し、4年間イングランドでプレーした。2008年にバルセロナに戻り、2008-09シーズンに3冠（リーガ・エスパニョーラ・コパ・デル・レイ・UEFAチャンピオンズリーグ）の快挙を達成した。マンチェスター・ユナイテッドでもUEFAチャンピオンズリーグ優勝を経験しており、異なるクラブで2年連続チャンピオンズリーグ制覇を果たした数少ない選手の1人（2012年6月時点でマルセル・デサイー、パウロ・ソウザ、サミュエル・エトー、ピケの4人）である。
スペイン代表には2009年にデビューし、レギュラーとしてプレーした2010 FIFAワールドカップでは世界制覇に貢献した。

## クラブ経歴
祖父はFCバルセロナの元役員であり、父親はセグンダ・ディビシオンB（3部）でプレーしたサッカー選手である。ピケは1987年に生まれてすぐFCバルセロナのソシオとなり、1997年には10歳にしてFCバルセロナの下部組織に入団した。1999-2000シーズンにはセスク・ファブレガス、マルク・バリエンテらとともに一時代を築き、30試合で200得点を記録したチームの主力として活躍した。その後、センターバックや守備的ミッドフィールダーとしてカンテラで経験を積み、2003-04シーズンにはトップチームにも招集された。

### マンチェスター・ユナイテッド
2004年夏、移籍金525万ユーロでイングランド・プレミアリーグのマンチェスター・ユナイテッドFCに引き抜かれた。10月のカーリングカップ・クルー・アレクサンドラFC戦でジョン・オシェイとの途中交代でデビューし、デビュー戦を3-0で飾った。その後はリザーブチームでの出場がほとんどだったが、2005年2月に2009年夏までの新契約を結んだ。2006年3月29日にオールド・トラッフォードで行われたウェストハム・ユナイテッドFCとのリーグ戦で初めてフル出場した。クルー・アレサンドラ戦ではセンターバックとして起用されたが、ウェストハム戦では負傷中のガリー・ネヴィルの代役として右サイドバックとしてプレーしていた。
2006年8月4日母国のレアル・サラゴサに1年間の契約でレンタル移籍した。契約には最低でも20試合以上に出場させなければならないという条項が設けられ、トップチームで22試合に出場する良好なシーズンを送った。ガブリエル・ミリートとコンビを組んでセンターバックとして、またフィード能力の高さを買われて中盤の底でもプレーした。2007年5月5日、2007-08シーズンはユナイテッドに復帰することが伝えられた。5月6日の試合でアレックス・ファーガソン監督がピケの状態を直接チェックする予定だったが、航空機の問題によりサラゴサを訪れることができなかった。
ホームで4-0と快勝した2007年11月7日のUEFAチャンピオンズリーグ・FCディナモ・キーウ戦では移籍後初得点となる先制点を決めた。マンチェスター・ユナイテッドの一員として少なくとも1得点を挙げた選手は過去に449人おり、ピケは450人目に名を連ねることとなった。。12月12日のASローマ戦（アウェー）でもゴールを決めた。リーグ戦では9試合に出場したが、レギュラーポジション獲得には至らなかった。

### バルセロナ

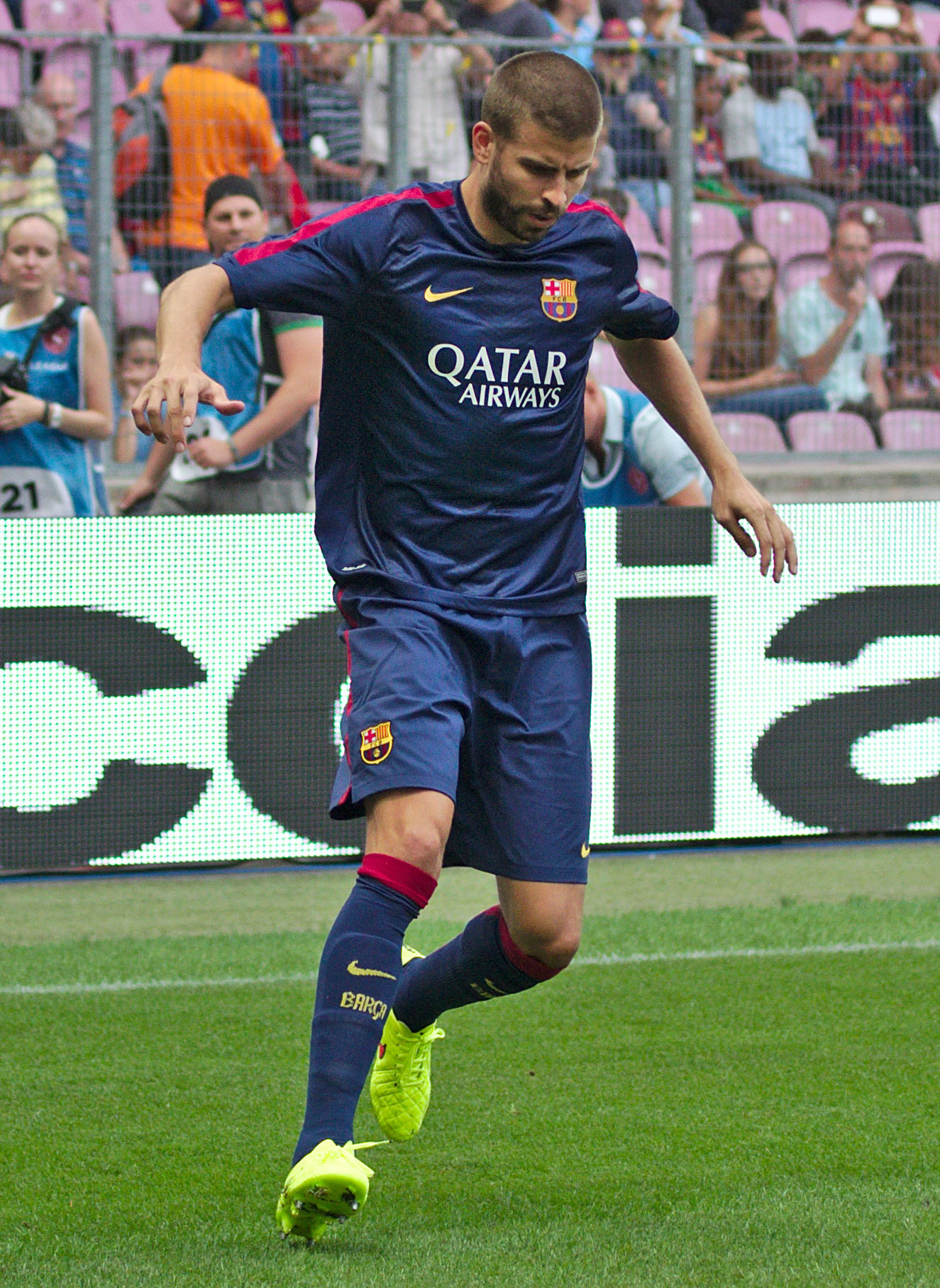
2014年8月、ナポリ戦でウォームアップ中のピケ

2008年5月27日、ユース時代を過ごしたFCバルセロナと4年契約を結んだ。違約金は5000万ユーロに設定された。移籍金は明らかにされていないが600万ポンド（約12億円）とみられている。
ガブリエル・ミリートの長期負傷離脱もあり、ラファエル・マルケスやカルレス・プジョルと共にセンターバックのコンビを組んだ。2008年11月26日、5-2で勝利したチャンピオンズリーグのスポルティングCP戦（アウェー）で移籍後初得点を挙げた。スペイン国内での初得点は2009年1月29日のコパ・デル・レイ、エスパニョール戦で、57分にコーナーキックから挙げた彼のゴールにより試合の流れが変わって3-2で勝利を収めた。5月2日、6-2と完勝したレアル・マドリードとのエル・クラシコではサミュエル・エトーのクロスからリーグ戦初得点を決めた。5月13日のコパ・デル・レイ決勝では4-1でアスレティック・ビルバオを破り、FCバルセロナでの初タイトルを獲得した。その3日後のリーグ戦で2位のレアル・マドリードが2-3でビジャレアルに敗れたため、2節を残してのFCバルセロナのリーグ優勝が決定した。5月27日にはチャンピオンズリーグ決勝で古巣マンチェスター・ユナイテッドと対戦し、2-0で勝利して歴史的な3冠目のトロフィーを獲得した。異なるクラブで2年連続優勝を経験することとなったが、これはマルセル・デサイー、パウロ・ソウザに続く史上3人目の記録である。
2010年2月26日、クラブとの契約を2015年まで延長し、違約金はそれまでの5000万ユーロから2億ユーロ（約246億円）に引き上げられた。2009-10シーズンもレギュラーとして活躍し、リーグ戦連覇に貢献した。4月28日、UEFAチャンピオンズリーグ準決勝インテル・ミラノ戦2ndレグではインテル守備陣の裏へ飛び出しフェイントを挟んでゴールを決めたが、結局この1得点に終わり2試合合計2-3で敗退した。2010-11シーズン、チャンピオンズリーグ決勝では古巣であるマンチェスター・ユナイテッドを再び破り2度目の同大会優勝を果たす。2014-15シーズン、チャンピオンズリーグでは決勝でユベントスを3-1と下し3度目の優勝を果たした。
2018年1月18日、FCバルセロナと2022年6月30日まで契約を延長することで合意に達した。契約解除金は5億ユーロになる。2018年8月12日のスーペル・コパ、セビージャ戦では先制ゴールを挙げて優勝に貢献した。2019年8月25日のベティス戦でバルセロナでの通算500試合出場を達成した。
2022年11月4日、自身のTwitterに投稿した動画にてシーズン途中にもかかわらず現役引退することを発表。動画内でピケはカタルーニャ語で「フットボール、バルサ、クレはありとあらゆるすべてをくれた。」と感謝の言葉を述べるとともに、5日に開催されるUDアルメリア戦がカンプ・ノウのピッチに立つ最後の試合だと明かした。カンプ・ノウで行われたこのアルメリア戦はシーズン最多9万2000人の観衆を集めた。その後、8日のCAオサスナ戦でもベンチ入りをしたが、ハーフタイム中にアディショナルタイムの少なさを理由に主審に抗議し、退場処分を受けたためラストゲームは出場のないまま現役を終えた。

## 代表経歴
U-17スペイン代表として出場した2004年のUEFA U-17欧州選手権では準優勝を果たしている。2006年にはU-19スペイン代表としてUEFA U-19欧州選手権に出場し、優勝に貢献している。決勝のスコットランド戦では攻守に大活躍し、ヘディングシュートがクロスバーを叩いた他アルベルト・ブエノの得点をアシストした。2007年のFIFA U-20ワールドカップではスペイン代表の全6試合に先発出場し、ラウンド16のブラジル戦では1得点を決めて逆転勝利した。準々決勝のチェコ戦はPK戦までもつれたが、ピケはPKを失敗し、準々決勝で敗退した。U-21スペイン代表時代はキャプテンを務めた。2009年2月11日、イングランドとの親善試合にて初招集され、スペインA代表デビューを果たした。2009年3月28日、負傷中のチームメイトカルレス・プジョルの代役として招集されたFIFAワールドカップ欧州予選トルコ戦で決勝点となる代表初ゴールを決めた。2009年のFIFAコンフェデレーションズカップでレギュラーに定着し、3位入賞に貢献。2010 FIFAワールドカップではFCバルセロナでもコンビを組むプジョルと共にレギュラーとして出場し、大会通算2失点に抑えた守備陣の一角として優勝に貢献した。2016年10月9日に行われたW杯欧州予選のアルバニア戦の試合後に、2018年のロシアワールドカップを最後に代表チームから引退する意思を表明した。代表引退を決断するきっかけとなったのは、代表ユニフォームの“袖”を巡る騒動だったと言われている。

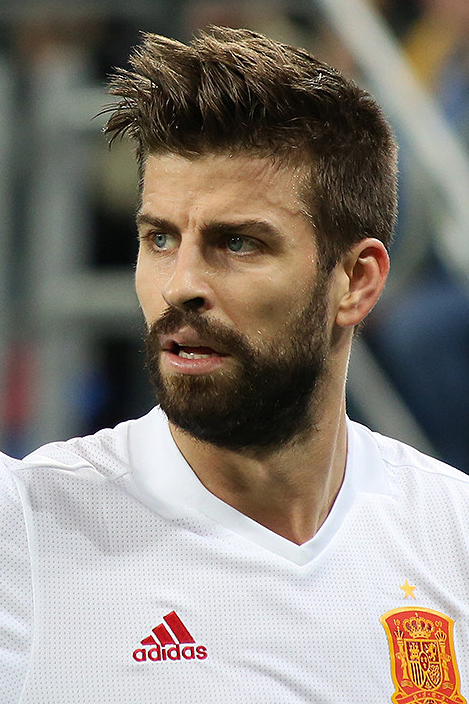
スペイン代表でのピケ (2017年)

2018年8月11日、スペイン代表のルイス・エンリケ新監督に同国代表から引退する意思を伝えたことを明らかにした。スペイン代表としての通算成績は102試合・5得点。

## 特徴
フィード能力の高さ、ヘディングの強さ、機を見た攻撃参加などの特徴から、元ドイツ代表のフランツ・ベッケンバウアーをもじって「ピッケンバウアー」と呼ばれることがある。

## 人物

### パートナー

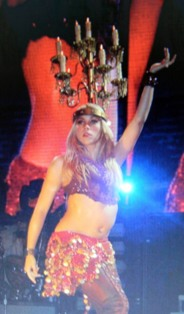
シャキーラ

- 2011年から2022年まで、ピケはコロンビアの歌手シャキーラと交際していた。 2人は、 2010 FIFAワールドカップの公式ソングである彼女のシングル「Waka Waka (This Time for Africa) 」のミュージックビデオに彼が出演した際に出会った。ピケとシャキーラは同じ誕生日で、10歳離れている。2人の間にはミランとサーシャという2人の息子がいる。ピケが不倫関係にあったことが明らかになった後、2人は共同声明で2022年6月に別居することを確認した。ピケは2022年からクララ・チア・マルティと交際している。

### エピソード
- カタルーニャ独立運動に賛同しており、2014年には9月11日の『カタルーニャの日』に開催されたカタルーニャ地方のスペインからの独立を問う住民投票を許可するよう求めるデモ活動に参加している[29]。こういった言動から、スペイン代表としてプレーする際にはブーイングを浴びる事がある[30]。。上記のこともあり、代表での練習場でもファンからブーイングや野次、罵声を受けることもあったが、2018年3月28日のアルゼンチン戦では交代時には拍手が起こった。
- 所属するFCバルセロナとはライバル関係にあるレアル・マドリードに対して、挑発的な発言をする事が多々見受けられる。2015年、3冠を達成した後の優勝セレモニーではこのシーズンで後半から失速したレアル・マドリードを皮肉るような発言をしている[31]。また、2015年12月にレアル・マドリードがコパ・デル・レイ4回戦にて出場停止処分を受けていたデニス・チェリシェフを試合に出場させ、規約違反によって失格となった際にはtwitter上で泣き笑いの絵文字を投稿し、この件について「レオ・ハーレム（スペインのコメディアン）のネタを見ていたんだよ…冗談さ。僕のことは知っているだろう。あまり重大視すべきじゃない。僕は面白いと思ったんだ」と発言した。レアル・マドリードの主将であり、スペイン代表では共にプレーするセルヒオ・ラモスからは「不必要な馬鹿げた事は避けるべきだ」と窘められている[32]。以上のように、セルヒオ・ラモスとは犬猿の仲のように思われがちだがこのことについてピケは「セルヒオ・ラモスと仲が悪いと言うのは嘘だ。彼との関係は素晴らしいものだよ。」と述べている[33]。
- 2017年7月に来日し、NIKEのイベントに出席した際、東京のビルの屋上でリフティングを披露した。リフティングの最後にピケは思い切りボールを空中へ蹴り上げ、東京の街中へボールは落ちて行った[34]。その動画が公開されると、世界中からピケのこの行為が注目され、中国のスポーツメディアからは「ピケのこの行動は多かれ少なかれ危険なもの。もし通行人に直撃していたら…」と危惧され、ネットユーザーからは「これ人に当たったら死んでるよな」「危険だ！ちっとも面白くない」と批判の声も見受けられた[35]。
- 2018年8月31日の午後3時頃、スペイン国内で車を運転中に警察に止められ、免許証の提示を求められた。しかし、以前の違反によって免許停止中であったため、有効な免許証を提示出来なかったことで逮捕されたと報じられた[36]。翌日のバルセロナの練習に参加したが、待ち構えていた報道陣との接触は無かった[37]。
- 2017年に楽天グループ創業者の三木谷浩史やテチーター・フォーミュラEチーム社長のエドムンド・チューらとともにバルセロナを本拠とするスポーツとメディアビジネスを事業領域とする会社Kosmos Global Holding, S.L.を創業し、自身は代表取締役会長兼社長兼CEOに就いた。同社は2018年末にFCアンドラを買収し[38]、2021年8月にはリオネル・メッシが加入したパリ・サンジェルマンFCが属するリーグ・アンのスペインでの放映権を取得している[39]。

## 個人成績
| クラブ            | シーズン   | 背 番 号   | リーグ | リーグ | FAカップ EFLカップ | FAカップ EFLカップ | CS   | CS   | UEFA CL | UEFA CL | UEFA EL | UEFA EL | UEFA SC | UEFA SC | FIFA CWC | FIFA CWC | 期間通算 | 期間通算 |
| クラブ            | シーズン   | 背 番 号   | 出場   | 得点   | 出場               | 得点               | 出場 | 得点 | 出場    | 得点    | 出場    | 得点    | 出場    | 得点    | 出場     | 得点     | 出場     | 得点     |
| ----------------- | ---------- | ---------- | ------ | ------ | ------------------ | ------------------ | ---- | ---- | ------- | ------- | ------- | ------- | ------- | ------- | -------- | -------- | -------- | -------- |
| マンチェスター・U | 2004-05    | 28         | 0      | 0      | 2                  | 0                  | 0    | 0    | 1       | 0       | -       | -       | -       | -       | -        | -        | 3        | 0        |
| マンチェスター・U | 2005-06    | 28         | 3      | 0      | 4                  | 0                  | -    | -    | 0       | 0       | -       | -       | -       | -       | -        | -        | 7        | 0        |
| マンチェスター・U | 2007-08    | 19         | 9      | 0      | 1                  | 0                  | 0    | 0    | 3       | 2       | -       | -       | -       | -       | -        | -        | 13       | 2        |
| マンチェスター・U | クラブ通算 | クラブ通算 | 12     | 0      | 7                  | 0                  | 0    | 0    | 4       | 2       | -       | -       | -       | -       | -        | -        | 23       | 2        |
| クラブ            | シーズン   | 背 番 号   | リーグ | リーグ | 国王杯             | 国王杯             | SC   | SC   | UEFA CL | UEFA CL | UEFA EL | UEFA EL | UEFA SC | UEFA SC | FIFA CWC | FIFA CWC | 期間通算 | 期間通算 |
| クラブ            | シーズン   | 背 番 号   | 出場   | 得点   | 出場               | 得点               | 出場 | 得点 | 出場    | 得点    | 出場    | 得点    | 出場    | 得点    | 出場     | 得点     | 出場     | 得点     |
| →サラゴサ(loan)   | 2006-07    | 18         | 22     | 2      | 6                  | 1                  | -    | -    | -       | -       | -       | -       | -       | -       | -        | -        | 8        | 3        |
| →サラゴサ(loan)   | クラブ通算 | クラブ通算 | 22     | 2      | 6                  | 1                  | -    | -    | -       | -       | -       | -       | -       | -       | -        | -        | 28       | 3        |
| FCバルセロナ      | 2008-09    | 3          | 25     | 1      | 6                  | 1                  | -    | -    | 12      | 1       | -       | -       | -       | -       | -        | -        | 43       | 3        |
| FCバルセロナ      | 2009-10    | 3          | 32     | 2      | 1                  | 0                  | 2    | 0    | 11      | 2       | -       | -       | 1       | 0       | 2        | 0        | 49       | 4        |
| FCバルセロナ      | 2010-11    | 3          | 31     | 3      | 7                  | 0                  | 1    | 0    | 12      | 1       | -       | -       | -       | -       | -        | -        | 51       | 4        |
| FCバルセロナ      | 2011-12    | 3          | 22     | 2      | 8                  | 0                  | 2    | 0    | 5       | 0       | -       | -       | 0       | 0       | 1        | 0        | 38       | 2        |
| FCバルセロナ      | 2012-13    | 3          | 28     | 2      | 4                  | 1                  | 2    | 0    | 10      | 0       | -       | -       | -       | -       | -        | -        | 44       | 3        |
| FCバルセロナ      | 2013-14    | 3          | 26     | 2      | 2                  | 0                  | 2    | 0    | 9       | 2       | -       | -       | -       | -       | -        | -        | 39       | 4        |
| FCバルセロナ      | 2014-15    | 3          | 27     | 5      | 6                  | 1                  | -    | -    | 11      | 1       | -       | -       | -       | -       | -        | -        | 44       | 7        |
| FCバルセロナ      | 2015-16    | 3          | 30     | 2      | 5                  | 2                  | 1    | 0    | 7       | 1       | -       | -       | 1       | 0       | 2        | 0        | 46       | 5        |
| FCバルセロナ      | 2016-17    | 3          | 25     | 2      | 7                  | 0                  | 1    | 0    | 8       | 1       | -       | -       | -       | -       | -        | -        | 41       | 3        |
| FCバルセロナ      | 2017-18    | 3          | 30     | 2      | 8                  | 1                  | 2    | 0    | 9       | 1       | -       | -       | -       | -       | -        | -        | 49       | 4        |
| FCバルセロナ      | 2018-19    | 3          | 35     | 4      | 5                  | 0                  | 1    | 1    | 11      | 2       | -       | -       | -       | -       | -        | -        | 52       | 7        |
| FCバルセロナ      | 2019-20    | 3          | 35     | 1      | 2                  | 0                  | 1    | 0    | 7       | 0       | -       | -       | -       | -       | -        | -        | 45       | 1        |
| FCバルセロナ      | 2020-21    | 3          | 18     | 0      | 2                  | 1                  | -    | -    | 3       | 1       | -       | -       | -       | -       | -        | -        | 23       | 2        |
| FCバルセロナ      | 2021-22    | 3          | 27     | 1      | 2                  | 0                  | 1    | 0    | 5       | 1       | 5       | 1       | -       | -       | -        | -        | 40       | 3        |
| FCバルセロナ      | 2022-23    | 3          | 6      | 0      | -                  | -                  | -    | -    | 4       | 0       | -       | -       | -       | -       | -        | -        | 10       | 0        |
| FCバルセロナ      | クラブ通算 | クラブ通算 | 397    | 29     | 65                 | 7                  | 16   | 1    | 124     | 14      | 5       | 1       | 2       | 0       | 5        | 0        | 616      | 52       |
| 総通算            | 総通算     | 総通算     | 431    | 31     | 78                 | 8                  | 16   | 1    | 128     | 16      | 5       | 1       | 2       | 0       | 5        | 0        | 667      | 57       |

## 代表歴

### 出場大会
- U-17スペイン代表
  - 2004年 - UEFA U-17欧州選手権2004 (準優勝)
- U-19スペイン代表
  - 2006年 - UEFA U-19欧州選手権2006 (優勝)
- U-20スペイン代表
  - 2007年 - 2007 FIFA U-20ワールドカップ (ベスト8)
- スペイン代表
  - 2009年 - FIFAコンフェデレーションズカップ2009 (3位)
  - 2010年 - 2010 FIFAワールドカップ (優勝)
  - 2012年 - UEFA EURO 2012 (優勝)
  - 2013年 - FIFAコンフェデレーションズカップ2013 (準優勝)
  - 2014年 - 2014 FIFAワールドカップ (グループリーグ敗退)
  - 2018年 - 2018 FIFAワールドカップ (ベスト16)

### 試合数
- 国際Aマッチ 101試合 5得点（2009年-2018年）[27]
  - 非公式試合 1試合 0得点（2010年）

| スペイン代表 | 国際Aマッチ | 国際Aマッチ |
| 年           | 出場        | 得点        |
| ------------ | ----------- | ----------- |
| 2009         | 13          | 4           |
| 2010         | 15          | 0           |
| 2011         | 8           | 0           |
| 2012         | 11          | 0           |
| 2013         | 11          | 0           |
| 2014         | 6           | 0           |
| 2015         | 8           | 0           |
| 2016         | 12          | 1           |
| 2017         | 9           | 0           |
| 2018         | 8           | 0           |
| 通算         | 101         | 5           |

### 得点
| #  | 開催年月日     | 開催地         | 対戦国                   | スコア | 結果 | 試合概要                          |
| -- | -------------- | -------------- | ------------------------ | ------ | ---- | --------------------------------- |
| 1. | 2009年3月28日  | マドリード     | トルコ                   | 1-0    | 1-0  | 2010 FIFAワールドカップ・欧州予選 |
| 2. | 2009年8月12日  | スコピエ       | 北マケドニア             | 2-2    | 2-3  | 親善試合                          |
| 3. | 2009年9月5日   | ラ・コルーニャ | ベルギー                 | 3-0    | 5-0  | 2010 FIFAワールドカップ・欧州予選 |
| 4. | 2009年10月14日 | ゼニツァ       | ボスニア・ヘルツェゴビナ | 0-1    | 2-5  | 2010 FIFAワールドカップ・欧州予選 |
| 5. | 2016年6月13日  | トゥールーズ   | チェコ                   | 1-0    | 1-0  | UEFA EURO 2016                    |

## タイトル

### クラブ
マンチェスター・ユナイテッドFC
- プレミアリーグ：1回 (2007-08)
- EFLカップ：1回 (2005-06)

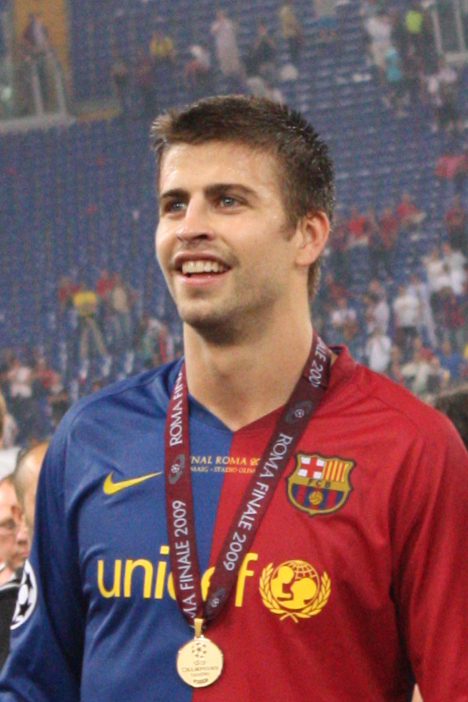
UEFAチャンピオンズリーグで優勝時のピケ

- FAコミュニティ・シールド：1回 (2007)
- UEFAチャンピオンズリーグ：1回 (2007-08)

FCバルセロナ
- プリメーラ・ディビシオン：9回 (2008-09, 2009-10, 2010-11, 2012-13, 2014-15, 2015-16, 2017-18, 2018-19, 2022-23)
- コパ・デル・レイ：7回 (2008-09, 2011-12, 2014-15, 2015-16, 2016-17, 2017-18, 2020-21)
- スーペルコパ・デ・エスパーニャ：6回 (2009, 2010, 2011, 2013, 2016, 2018)
- UEFAチャンピオンズリーグ：3回 (2008-09, 2010-11, 2014-15)
- UEFAスーパーカップ：2回 (2009, 2015)
- FIFAクラブワールドカップ：3回 (2009, 2011, 2015)

### 代表
U-19スペイン代表

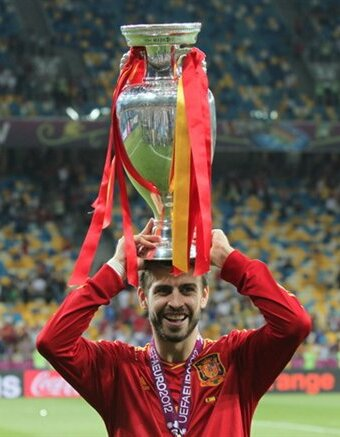
EURO 2012優勝杯を掲げるピケ

- UEFA U-19欧州選手権：1回 (2006)

スペイン代表
- FIFAワールドカップ：1回 (2010)
- UEFA欧州選手権：1回 (2012)

### 個人
- UEFAチャンピオンズリーグベストチーム：1回 (2014-15[42])
- リーガ・エスパニョーラベストイレブン：2014-15
- カタルーニャ州最優秀選手賞 : 2014-15[43]

## 著書
- Piqué, Gerard (2010-06-13) (カタルーニャ語). Viatge d'anada i tornada. Barcelona: Edicions 62. ISBN 978-84-297-6632-5